# 안산 그리너스 FC U-18
안산 그리너스 FC U-18은 안산 그리너스 FC의 18세 이하 유스팀이다.
안산 그리너스 FC는 창단 초기 약팀이라는 이미지가 강한 팀이였기에 그러한 이미지를 벗어나기 위해서 구단은 2년 정도의 시간을 들여 팀을 리빌딩 했고 이 과정 유소년 육성에도 힘썼는데 그 결과 K리그2 최초 유소년 전용 클럽하우스 오픈과 관내 유소년 축구클럽과의 협업구축, 다문화 어린이 축구단 창단 준비 등의 지속적인 투자를 해 왔으며 그 결과 조금씩 유소년 팀도 대회에서 좋은 성적을 거두며 1군에 진출하는 선수들도 늘고 있다.

## 같이 보기
- 안산 그리너스 FC
- 안산 그리너스 FC U-15
- 안산 그리너스 FC U-12